# Gottfried John
Gottfried John (Berlijn, 29 augustus 1942 – Utting am Ammersee, 1 september 2014) was een Duitse acteur, die internationaal vooral bekend was van zijn rollen in GoldenEye en Asterix & Obelix tegen Caesar.

## Biografie

### Vroege jaren
Het is onbekend wie de vader was van Gottfried John. Aanvankelijk groeide hij op in weeshuizen. Nadat zijn moeder het ouderlijk gezag over hem had teruggekregen verlieten ze Duitsland. Van 1960 tot 1962 woonden ze in Parijs, daarna in Berlijn. Daar volgde hij acteerlessen bij Marlise Ludwig. Hij maakte zijn toneeldebuut in het Berlijnse Schillertheater. Vervolgens speelde hij in 1963 in Hannover, in 1965 in Krefeld en daarna in Heidelberg.

### Carrière
Bij zijn filmdebuut in 1971 had John de hoofdrol in de kritische televisiefilm Jaider - der einsame Jäger. Daarna werkte hij geregeld samen met regisseur Rainer Werner Fassbinder. In 1982 speelde hij onder regie van Eberhard Itzenplitz in de televisiefilm Die Rückkehr der weißen Götter de Spaanse priester Bartolomé de las Casas.
John verwierf internationale bekendheid met zijn rol als General Ourumov in de James Bondfilm GoldenEye uit 1995, waarin hij de slechterik speelt die het moet opnemen tegen James Bond (Pierce Brosnan). Een jaar later speelde hij in Der Unhold met John Malkovich, Marianne Sägebrecht en Simon McBurney. Ook was hij te zien als Reinhold Hoffmann in de 14-delige boekverfilming van Alfred Döblins Berlin Alexanderplatz, geregisseerd door Rainer Werner Fassbinder en een van de langste films die ooit zijn gemaakt.
In 2000 speelde hij Eric Kessler in Proof of Life, met acteurs als Meg Ryan en Russell Crowe.
Voor zijn rol als Julius Caesar in de Asterix-film Asterix & Obelix tegen Caesar ontving John in 2000 de Bayerischer Filmpreis in de categorie "Beste mannelijke bijrol".

### Overlijden
Gottfried John overleed drie dagen na zijn 72-ste verjaardag aan kanker.

## Filmografie

### Bioscoopfilms
- 1960: Die Nacht der Liebenden
- 1962: Café Oriental
- 1962: Das Mädchen und der Staatsanwalt
- 1971: Jaider – der einsame Jäger
- 1975: Mutter Küsters' Fahrt zum Himmel
- 1977: Und Rosa und Marilyn und …
- 1977: Die Bibel – Abraham
- 1978: Despair – Eine Reise ins Licht
- 1978: Fedora
- 1978: Ich hab' dich lieb
- 1978: In einem Jahr mit 13 Monden
- 1979: Die Ehe der Maria Braun
- 1980: Lili Marleen
- 1983: Ente oder Trente
- 1984: Super
- 1984: Die Mitläufer
- 1984: Chinese Boxes
- 1985: Mata Hari
- 1985: Otto – Der Film
- 1988: Schön war die Zeit
- 1990: Death Has a Bad Reputation
- 1990: Wings of Fame
- 1992: Die Verfehlung
- 1992: Die Zeit danach
- 1993: Novalis – Die blaue Blume
- 1995: James Bond 007 – GoldenEye
- 1996: The Ogre
- 1998: Bin ich schön?
- 1999: Asterix und Obelix gegen Caesar
- 2000: Proof of Life
- 2002: Nancy & Frank – A Manhattan Love Story
- 2003: Sams in Gefahr
- 2003: Entrusted
- 2004: Nullachtfuffzehn
- 2005: The Piano Tuner of Earthquakes
- 2007: Flood
- 2009: John Rabe
- 2009: Flores Negras
- 2010: Das Leben ist zu lang
- 2013: Rubinrot

### Televisiefilms
- 1971: Carlos
- 1973: Welt am Draht (tweedelig)
- 1977: Bolwieser (tweedelig)
- 1977: Edwards Film
- 1978: Marija
- 1978: 1982: Gutenbach
- 1978: Wo die Liebe hinfällt
- 1979: Die große Flatter (driedelig)
- 1979: Theodor Chindler (achtdelig)
- 1979: Die Ratten
- 1980: Berlin Alexanderplatz (meerdelig)
- 1980: Reiseabrechnung
- 1983: Die Matrosen von Kronstadt
- 1985: Bartholomé oder die Rückkehr der weißen Götter
- 1985: Die Schwärmer
- 1985: Verworrene Bilanzen
- 1986: Pattbergs Erbe
- 1986: Of Pure Blood
- 1986: Das Gehirn zu Pferde
- 1986: Franza
- 1988: Blue Blood. Leben und Sterben in der Society
- 1990: Night of the Fox
- 1990: Drehort Pfarrhaus (driedelig)
- 1990: Allein gegen die Mafia (vijfdelig)
- 1991: Elfenbein
- 1991: Ich schenk dir die Sterne
- 1991: Colpo di Coda
- 1993: Das Sahara-Projekt (driedelig)
- 1994: Die Bibel – Abraham
- 1994: Baldipata
- 1994: Beckmann und Markowski: Tödliches Netz (tweedelig)
- 1994: Die Falle
- 1995: Ein letzter Wille
- 1995: Brüder auf Leben und Tod
- 1996: Bedrohliche Schatten
- 1996: Beckmann und Markowski: Im Zwiespalt der Gefühle
- 1998: Mein zweites Leben
- 1998: Die Fremde in meiner Brust
- 1998: Glatteis
- 1999: Balzac – Ein Leben voller Leidenschaft
- 1999: Beckmann und Markowski: Gehetzt
- 2000: Teuflischer Engel
- 2001: Gli amici di Gesù – Maria Maddalena
- 2002: The Gathering Storm
- 2002: Der Solist – In eigener Sache
- 2003: Imperium: Augustus
- 2004: Julie, chevalier de Maupin
- 2004: Die schöne Braut in Schwarz
- 2004: Renzo e Lucia
- 2006: Störtebeker (tweedelig)
- 2007: Das zweite Leben
- 2008: Das Papst-Attentat
- 2009: Rumpelstilzchen
- 2010: Aghet – Ein Völkermord (documentaire)
- 2011: Liebe und Tod auf Java (tweedelig)
- 2012: Die Löwin

### Televisieseries
- 1972: Acht Stunden sind kein Tag (5 afleveringen)
- 1975: Der Kommissar - Der Held des Tages
- 1976: Derrick - Das Superding
- 1976: Jörg Preda berichtet (2 afleveringen)
- 1985: Ein Fall für zwei - Fluchtgeld
- 1989: Ein Fall für zwei - Seitensprung
- 1993: Space Rangers (6 afleveringen)
- 1994: Polizeiruf 110: Arme Schweine
- 1994: Wolffs Revier - Taekwondo
- 1995: Tatort: Der König kehrt zurück
- 2002: Die Cleveren - Arzt und Dämon
- 2004: Donna Leon – Acqua Alta

### Als stemacteur (selectie)
- 2008: Kung Fu Panda als Meester Shifu voor Dustin Hoffman
- 2011: Kung Fu Panda 2 als Meester Shifu voor Dustin Hoffman

## Hoorspelen (selectie)
- 1969: Der Konzern (als Paul Barnett) van Hermann Ebeling, Regie: Andreas Weber-Schäfer
- 1970: Der Fall Kovac (als assistent Wessel) van Michail Krausnick naar Howard Fast, SDR, Regie: Andreas Weber-Schäfer
- 1970: Gehirn Nr. 45 (als student Schieke) van Horst Krautkrämer naar Ardrey Marschall, SDR, Regie: Andreas Weber-Schäfer
- 1973: Der Unentbehrliche (als regeringsagent Pentzold) van Horst Zahlten, SDR, Regie: Andreas Weber-Schäfer
- 1976: Pferde (als Otmar), RIAS-Berlin, naar een verhaal van Anna Zepf in 35 scenes, Regie: Hans Ulrich Minke, sindsdien nooit meer uitgezonden op de radio
- 1978: Tödliche Dosis für Millionen (als Brospier) van Hans Peter Preßmar, SDR, Regie: Andreas Weber-Schäfer
- 1995: Dracula (als van Helsing), driedeler van WDR gebaseerd op de gelijknamige roman van Bram Stoker, Regie: Annette Kurth
- 2003: 20.000 Meilen unter den Meeren (als verteller/Aronnax) naar Jules Verne, Regie: Walter Adler, MDR en Radio Bremen, ISBN 3-89940-285-5
- 2003: Lappen hoch Autor: Ludwig Fels; Regie: Annette Kurth WDR
- 2005: Ritter Artus und die Ritter der Tafelrunde (als Merlijn), kinderhoorspel in 6 delen van Karlheinz Koinegg, WDR, Regie: Angeli Backhausen

## Luisterboeken
- Gottfried John leest: Die toten Seelen van Nikolai Gogol. 2006, ISBN 978-3-7831-2794-2.
- Gottfried John leest: Die Stunden van Michael Cunningham. 2007, ISBN 978-3-86604-759-4.